# Oceño
Oceño es un lugar y una parroquia del concejo de Peñamellera Alta en la comarca de Oriente, Principado de Asturias, España.

## Geografía
Con una superficie de 18,69 km², se extiende por la margen derecha del Cares, abarcando numerosos invernales, arroyos, praderías ricas en pastos, hayedos y picos escarpados como el  Cabezu l'Egua (1.130 m.), Cuetu Carraspión (1.161 m.) o Cuetu Birotones (1.426 m.).
Al pueblo se accede por la  PA-2 , una empinada carretera que arranca en Mildón, en la  AS-114  justo después de llegar al concejo procediendo de Cabrales. Se encuentra a 14 km de la capital del concejo, Alles.
Tiene una población de 57 habitantes según el censo de 2024 y está situado a 500 metros de altitud por lo que es el pueblo más alto de Peñamellera. 
Su caserío se distribuye por una loma, dominando en la altura la iglesia parroquial de San Juan, con una nave cubierta de madera y bóveda de cañón en la cabecera cuadrada. Se conserva una inscripción que fecha el campanario en 1787, pero éste fue destruido durante la Guerra Civil. A su lado hay dos impresionantes tejos centenarios.
La fiesta de San Juan se celebra el 24 de junio. En el invernal de Trespandiu, el último sábado de agosto se celebra una fiesta del cabrito. 
Oceño es un pueblo tradicionalmente dedicado a la ganadería siendo uno de sus productos más reconocidos el queso picón.

## Demografía
Según los últimos datos recogidos del año 2024, Oceño cuenta con una población de 57 habitantes (31 hombres y 26 mujeres).   
A continuación, se muestra la evolución demográfica desde el año 2000:  
| Gráfica de evolución demográfica de Oceño entre 2000 y 2024             |
|                                                                         |
| Población según padrón municipal de habitantes. Fuente INE (2000-2024). |